# 1788 (téléfilm)
Pour l'année, voir 1788.
Pour plus de détails, voir Fiche technique et Distribution.
1788 est un téléfilm français réalisé par Maurice Failevic et diffusé en 1978.
C'est l'histoire d'un village de Touraine entre l'été 1788 et le début du mois d'août 1789, donc à la veille et au début de la Révolution française.

## Résumé
Parilly est un village typique de la société rurale d'Ancien Régime, avec son curé, son seigneur (assisté de gardes, d'un juge seigneurial, d'un régisseur), ses paysans aisés et ses paysans pauvres, ainsi qu'un entrepreneur agricole « dans le progrès », maître Tessier. Le responsable villageois, le syndic, est Joseph Coquard, un paysan aisé, dont le fils Guillaume est clerc de notaire à Chinon.
Le film débute après la moisson 1788 : les gerbes sont rangées en tas de six dans les champs, le régisseur passe et prélève une gerbe par tas (« la sixième »). Un peu plus tard, le jour du paiement des redevances en argent, Guillaume Coquard arrive au village pour remettre une assignation pour dettes au seigneur. Celui-ci, qui a reçu Guillaume avec arrogance, est contraint de vendre une terre à Tessier, qui évoque alors le « gâchis » des terres communales, utilisées comme pâture collective par les villageois. Le seigneur décide alors de récupérer ces terres, en interdisant l'accès aux animaux des paysans.
Le village, réuni en assemblée paroissiale, décide d'intenter un procès. Mais un groupe de paysans pauvres effectue une fauche clandestine, de nuit ; ils sont inculpés et traduits devant le juge seigneurial, qui les condamne, puis propose l'amnistie si le village renonce à son procès. Cette proposition est refusée.
Un dimanche, le curé annonce en chaire la tenue prochaine des États généraux et la rédaction des cahiers de doléances. La rédaction du cahier de village est organisée sous l'égide de Guillaume Coquard, qui a des droits de propriété dans le village, et qui évince le juge de la direction des débats. Guillaume est désigné avec Nicolas Martineau pour représenter le village à l'assemblée du Tiers état du bailliage de Chinon, qui doit élire deux députés aux Etats généraux.
À la veille de la réunion des États généraux (5 mai 1789), les paysans apprennent qu'ils ont perdu leur procès, mais ils renoncent à aller en appel.
Quelques semaines plus tard, fin juillet, un colporteur leur apprend ce qui s'est passé à Paris, notamment le serment du Jeu de Paume (20 juin) et la prise de la Bastille.
C'est de nouveau la fin de la moisson, les gerbes sont rangées en tas de six. Mais un orage menace et le régisseur ne passe pas. Un mot d'ordre est lancé : « Rentrez vos gerbes avant l'orage ! », qui éclate effectivement peu après. Le lendemain, le régisseur et le juge se présentent chez Nicolas Martineau (le « meneur »), qui refuse catégoriquement de donner la sixième. Un garde le menace de son fusil, est désarmé, et cela enclenche une révolte des villageois qui se rendent au château, demandent au seigneur de leur restituer les terres communales, et devant son refus, exigent des documents prouvant ses droits. « Mais vous ne sauriez pas les lire » répond-il, provoquant l'assaut du château.
Un peu plus tard, tandis que les villageois reprennent possession des terres communales, Tessier annonce à Joseph Coquard que la nuit du 4 août 1789, les députés ont voté l'abolition des privilèges et le droit pour les paysans de racheter les redevances seigneuriales. Maître Tessier est satisfait, mais Coquard se demande comment il pourra effectuer ce rachat...

## Fiche technique
- Réalisateur : Maurice Failevic
- Scénariste : Jean-Dominique de La Rochefoucauld
- Format : couleur

## Distribution
- Georges Goubert : Joseph Coquard
- Richard Fontana : Guillaume Coquard
- René Camoin : le comte
- Aline Bertrand : Clémence Coquard
- Jacques Mathou : Renaud Martin
- Micheline Muc : Rosine Martin
- Fred Maubert : le régisseur
- Jean Puyberneau : le juge
- Gaëtan Jor : le curé
- Jean-Louis Le Goff : maître Tessier
- Jean-Pierre Bagot : Nicolas Martineau
- Jean Soustre : Antoine Pages
- Gérard Desarthe : le colporteur
- Yvon Sarray : René Lenfant
- Jean Rougeul : Jean-Baptiste Beauchamps